# SCX
SCX (エスシーエックス) とは、スペインのスロットカーブランドである。

## 概要
SCXの正式名称はScalextric of Spainである。スペインとメキシコではScalextricのブランドで販売する。その他の地域ではSCXのブランドで販売する。

## 歴史
1957年、イギリスのミニモデルズ社 (Minimodels ) がスロットカーのスケーレックストリック (Scalextric ) を発売。
1962年、ミニモデルズ社の親会社となっていたラインズ・ブラザーズ社は、スペイン玩具メーカーであったEXIN社と提携しスペイン向けにスケーレックストリックを発売した。当初はEXIN社が電源とコースを生産し、車両はイギリスから輸入して発売していた。後年、EXIN社のバルセロナに所在する自社工場においてコースや車両、電源など全ての製品を生産するようになった。
1992年、EXIN社が破産し、1993年にアメリカのタイコの傘下に入った。
1998年からスペインのテクニトイズの傘下に入った。